# Scatella obscura
Scatella obscura är en tvåvingeart som beskrevs av Samuel Wendell Williston  1896. Scatella obscura ingår i släktet Scatella och familjen vattenflugor. Inga underarter finns listade i Catalogue of Life.